# 1992 AH1
1992 AH1 är en asteroid i huvudbältet som upptäcktes den 10 januari 1992 av den japanska astronomen Nobuhiro Kawasato i Uenohara.
Asteroiden har en diameter på ungefär 3 kilometer.